# バルセロナ県
バルセロナ県（カタルーニャ語: Província de Barcelona、スペイン語: Provincia de Barcelona）は、スペイン・カタルーニャ州の県。県都はバルセロナ。

## 地理
カタルーニャ州のタラゴナ県・リェイダ県・ジローナ県に接している。南東側は地中海に面している。

### 人口
2014年のバルセロナ県の人口は5,523,784人であり、スペインにある50県ではマドリード県に次いで人口が多い。スペイン第2の都市バルセロナを中心としてバルセロナ都市圏が構成されている。
| バルセロナ県の人口推移 1900－2010                       |
|                                                         |
| 出典:INE（スペイン国立統計局）1900年 - 1991年、1996年 - |

## 歴史
1833年スペイン地方行政区分再編ではスペイン全土に49の県が設置された。この際にバルセロナ県も設置され、県都はバルセロナに定められた。
1939年から1975年のフランコ独裁体制化を経て、スペインの民主化移行期の1970年代末から1980年代初頭にはスペイン全土に17の自治州が設置された。1979年9月18日にはバルセロナ県など4県からなるカタルーニャ州が発足した。カタルーニャ語とスペイン語がカタルーニャ州の公用語に定められた。

## 行政区画

### 主な自治体
バルセロナ県は311のムニシピオ（基礎自治体）と11のコマルカ（郡）を有する。
| 順位 | 基礎自治体                         | 人口 （2010年） | 郡                       |
| ---- | ---------------------------------- | --------------- | ------------------------ |
| 1    | バルセロナ                         | 1,602,386       | バルサルネス             |
| 2    | ルスピタレート・ダ・リュブラガート | 253,518         | バルサルネス             |
| 3    | バダローナ                         | 217,210         | バルサルネス             |
| 4    | タラサ                             | 215,517         | バリェス・ウクシダンタル |
| 5    | サバデイ                           | 207,444         | バリェス・ウクシダンタル |
| 6    | マタロー                           | 124,280         | マレスマ                 |
| 7    | サンタ・クローマ・ダ・グラマネート | 118,738         | バルサルネス             |
| 8    | サン・クガ・ダル・バリェス         | 87,118          | バリェス・ウクシダンタル |
| 9    | クルナリャー・ダ・リュブラガート   | 86,234          | バッジ・リュブラガート   |
| 10   | サン・ボイ・ダ・リュブラガート     | 83,107          | バッジ・リュブラガート   |

### 郡
- アルト・パナデス
- アノーヤ
- バージェス
- バッジ・リュブラガート
- バルサルネス
- ガラーフ
- マレスマ
- バリェス・ウクシダンタル
- バリェス・ウリアンタル

### 司法管轄区

バルセロナ県の司法管轄区

バルセロナ県は25の司法管轄区に分けられる。太字は中心自治体。
1. マルトレイ司法管轄区[6] - アブレーラ、カスタルビー・ダ・ルザーナス、クイバトー、アスパラゲーラ、マルトレイ、マスケファ、ウレーザ・ダ・ムンサラート、サン・アンドレウ・ダ・ラ・バルカ、サン・アステーバ・サスルビーラス
2. マンレーザ司法管轄区[7] - アギラー・ダ・サガーラ、アルテース、アビニョー、バルサレン、カルデルス、カリュース、カルドーナ、カスタイベイ・イ・アル・ビラー、カスタイフリット・ダル・ボッシュ、カステルガリー、カステルノウ・ダ・バージャス、ラスターニ、フヌリョーザ、ガイアー、マンレーザ、マルガネイ、ムイアー、ムニストロル・ダ・カルデース、ムニストロル・ダ・ムンサラート、ムーラ、ナバールクラス、ナバース、アル・ポン・ダ・ビルマーラ・イ・ロカフォール、ラジャデリ、サリェン、サン・ファリウ・サスセーラ、サン・フルイトース・ダ・バージャス、サン・ジュアン・ダ・ビラトゥラーダ、サン・マテウ・ダ・バージャス、サン・サルバドー・ダ・グアルディオーラ、サン・ビセンス・ダ・カスタリェート、サンタ・マリーア・ドゥロー、サンパドー、スリア、タラマンカ
3. グラヌリェース司法管轄区[8] - アイグアフレーダ、ラメッリャ・ダル・バジェース、ビゲス・イ・リエイス、カルダス・ダ・モンブイ、カンピンス、カヌベーリャス、カヌバス・イ・サマルース、カルダデウ、カスタルテルソル、フィガロー＝ムンマーニ、フガース・ダ・ムンクルース、ラス・フランケーサス・ダル・バリェース、ラ・ガリーガ、グラネーラ、グラヌリェース、グアルバ、リサ・ダムン、リサ・ダ・バイ、リナース・ダル・バリェース、ムントゥルネス・ダル・バリェース、ムンセン、ラ・ロカ・ダル・バリェース、サン・アントーニ・ダ・ビラマジョー、サン・サローニ、サン・アステーバ・ダ・パラウトゥルデーラ、サン・ファリウ・ダ・クディーナス、サン・ペーラ・ダ・ビラマジョー、サン・キルザ・サファージャ、サンタ・アウラリア・ダ・ルンサーナ、サンタ・マリーア・ダ・パラウトゥルデーラ、タガマネン、バルグルギーナ、バイルマーナス、ビラルバ・サスセーラ、ビラノーバ・ダル・バリェース
4. マタロー司法管轄区[9] - アレーリャ、アルジャントーナ、カブレーラ・ダ・マール、カブリルス、カルダス・ダストラック、ドスリウス、アル・マズノウ、マタロー、オリウス、プラミアー・ダ・ダルト、プラミアー・ダ・マール、サン・アンドレウ・ダ・リャバネーラス、サン・ビセンス・ダ・ムンタルト、タイアー、ティアーナ、ビラスサー・ダ・ダルト、ビラスサー・ダ・マール
5. ビック司法管轄区[10] - アルペンス、バラニャー、アル・ブルイ、カルダテーナス、カステルシー、サンテーリャス、クイススピーナ、フルガローレス、グルブ、リュサー、マリャ、マンリェウ、ラス・マジーアス・ダ・ローダ、ラス・マジーアス・ダ・ブルトラガー、ムンタスキウ、ムンタニョーラ、ウロスト、ウリース、ウリスター、パラフィータ、プラッツ・ダ・リュサネース、ローダ・ダ・テール、ルピット・イ・プルイット、サン・アグスティー・ダ・リュサネース、サン・バルトゥメウ・ダル・グラウ、サン・ボイ・ダ・リュサネース、サン・ボイ・イポリート・ダ・ブルトラガー、サン・ジュリアー・ダ・ビラトルタ、サン・マルティー・ダルバース、サン・マルティー・ダ・サンテージャス、サン・ペーラ・ダ・トゥラリョー、サン・キルザ・ダ・バゾーラ、サン・サドゥルニー・ドズルモルト、サン・ビセンス・ダ・トゥラリョー、サンタ・サシリア・ダ・ブルトラガー、サンタ・アウジェニア・ダ・ベルガ、サンタ・アウラリア・ダ・リウプリメー、サンタ・マリーア・ダ・バゾーラ、サンタ・マリーア・ダ・クルコー、セバ、スブラムント、ソラ、タラデイ、タベールヌラス、タバルテット、トナ、トゥラリョー、ビック、ビラノーバ・ダ・サウ
6. アラニス・ダ・マール司法管轄区[11] - アラニス・ダ・マール、アラニス・ダ・ムント、カレーリャ、カネット・ダ・マール、フガース・ダ・ラ・セルバ、マルグラット・ダ・マール、パラフォイス、ピネーダ・ダ・マール、サン・サブリアー・ダ・バリャルタ、サン・イスクラ・ダ・バリャルタ、サン・ポル・ダ・マール、サンタ・スザンナ、トゥルデーラ
7. イグアラーダ司法管轄区[12] - アルジャンソーラ、バイプラット、アル・ブルック、カブレーラ・ディグアラーダ、カラーフ、カロンジャ・ダ・サガーラ、カパリャーダス、カルマ、カステイフリット・ダ・リウブラゴース、カスタリョリー、クポンス、アルズスタレッツ・ダ・ピアローラ、イグアラーダ、ジョルバ、ラ・リャクーナ、ムンマネウ、オダナ、ウルピー、ピエーラ、ラ・ポブラ・ダ・クララムン、アエウス・プラッツ・ダ・レイ、プジャルト、ルビオー、サン・マルティー・ダ・トウス、サン・マルティー・サスガイオーラス、サン・ペーラ・サリャビネーラ、サンタ・マルガリーダ・ダ・ムンブイ、サンタ・マリーア・ダ・ミラーリャス、ラ・トーラ・ダ・クララムン、バイボーナ・ダノイア、バシアーナ、ビラノーバ・ダル・カミー
8. ベルガ司法管轄区[13] - アビアー、バガー、ベルガ、ブラダー、カプラート、カセーラス、カステイ・ダ・ラレーニ、カスタリャー・ダ・ヌク、カスタリャー・ダル・リウ、セルクス、ラスプニョーラ、フィージュルス、ジルネーラ、ジスクラレーニ、グアルディオーラ・ダ・バルガダー、ムンクラー、ムンマジョー、ラ・ノウ・ダ・バルガダー、オルバン、ラ・ポブラ・ダ・リリェート、プッチ＝レッチ、ラ・クアー、サガース、サルダス、サン・ジャウマ・ダ・フルンタニャー、サン・ジュリアー・ダ・サルダニョーラ、サンタ・マリーア・ダ・マルレース、バイセブラ、ビラーダ、ビベー・イ・サラテーシュ
9. ビラフランカ・ダル・パナデス司法管轄区[14] - アビニュネット・ダ・パナデス、ラス・カバーニャス、カスタイビー・ダ・ラ・マルカ、フォン＝ルビー、ジャリーダ、ラ・グラナーダ、マディオーナ、ウレルドゥラ、ウレーザ・ダ・ボナスバイス、パックス・ダル・パナデス、アル・プラ・ダル・パナデス、プントンス、プッチダルバル、サン・クガート・サスガリーガス、サン・リュレンス・ドゥルトンス、サン・マルティー・サローカ、サン・ペーラ・ダ・リウダビッリャス、サン・キンティー・ダ・マディオーナ、サン・サドゥルニー・ダノイア、サンタ・フェ・ダル・パナデス、サンタ・マルガリーダ・イ・アルス・モンジュス、スビラッツ、トゥララビート、トゥレーリャス・ダ・フォッシュ、ビラフランカ・ダル・パナデス、ビルビー・ダル・パナデス
10. バダローナ司法管轄区[15] - バダローナ、ムンガート、サン・アドリアー・ダ・パゾース
11. バルセロナ司法管轄区[16] - バルセロナ
12. サン・ボイ・ダ・リュブラガート司法管轄区[17] - サン・ボイ・ダ・リュブラガート、サン・クリメン・ダ・リュブラガート、サンタ・クローマ・ダ・サルバリョー、トゥレーリャス・ダ・リュブラガート
13. サバデイ司法管轄区[18] - カスタリャー・ダル・バリェース、ガリーファ、パラウ＝スリター・イ・プラガマンス、プリニャー、サバデイ、サン・リュレンス・サバイ、サン・キルゼ・ダル・バリェース、サンタ・パルペトゥア・ダ・ムゴーダ、サンマナート
14. ビラノバ・イ・ラ・ジャルトルー司法管轄区[19] - カニェーリャス、カスタリェート・イ・ラ・グルナル、クベーリャス、ウリベーリャ、サン・ペーラ・ダ・リバス、シッジャス、ビラノバ・イ・ラ・ジャルトルー
15. タラサ司法管轄区[20] - マタダペーラ、ラリナース、タラサ、ウリャストレイ、バカリサス、ビラダカバイス
16. サン・ファリウ・ダ・リュブラガート司法管轄区[21] - サルバリョー、クルベーラ・ダ・リュブラガート、ムリンス・ダ・レイ、パリャジャー、ラ・パルマ・ダ・サルバリョー、アル・パピオル、サン・ファリウ・ダ・リュブラガート、サン・ジュアン・ダスピー、サン・ビセンス・ダルス・オルツ、バリラーナ
17. ルスピタレート・ダ・リュブラガート司法管轄区[22] - ルスピタレート・ダ・リュブラガート
18. サンタ・クローマ・ダ・グラマネート司法管轄区[23] - サンタ・クローマ・ダ・グラマネート
19. サルダニョーラ・ダル・バリェース司法管轄区[24] - バディーア・ダル・バリェース、バルバラー・ダル・バリェース、サルダニョーラ・ダル・バリェース、ムンカーダ・イ・ライシャック、リプリェート
20. クルナリャー・ダ・リュブラガート司法管轄区[25] - クルナリャー・ダ・リュブラガート
21. ガバー司法管轄区[26] - バゲス、カステイダフェルス、ガバー、ビラダカンス
22. ムリェート・ダル・バリェース司法管轄区[27] - ラ・リャゴスタ、マルトゥレーリャス、ムリェート・ダル・バリェース、ムンマロー、パレッツ・ダル・バリェース、サン・フォスト・ダ・カムサンテーリャス、サンタ・マリーア・ダ・マルトゥレーリャス
23. アスプルガズ・ダ・リュブラガート司法管轄区[28] - アスプルガズ・ダ・リュブラガート、サン・ジュスト・ダスベルン
24. ルビー司法管轄区[29] - カステイビズバル、ルビー、サン・クガート・ダル・バリェース
25. アル・プラット・ダ・リュブラガート司法管轄区[30] - アル・プラット・ダ・リュブラガート